# 막스 라인하르트

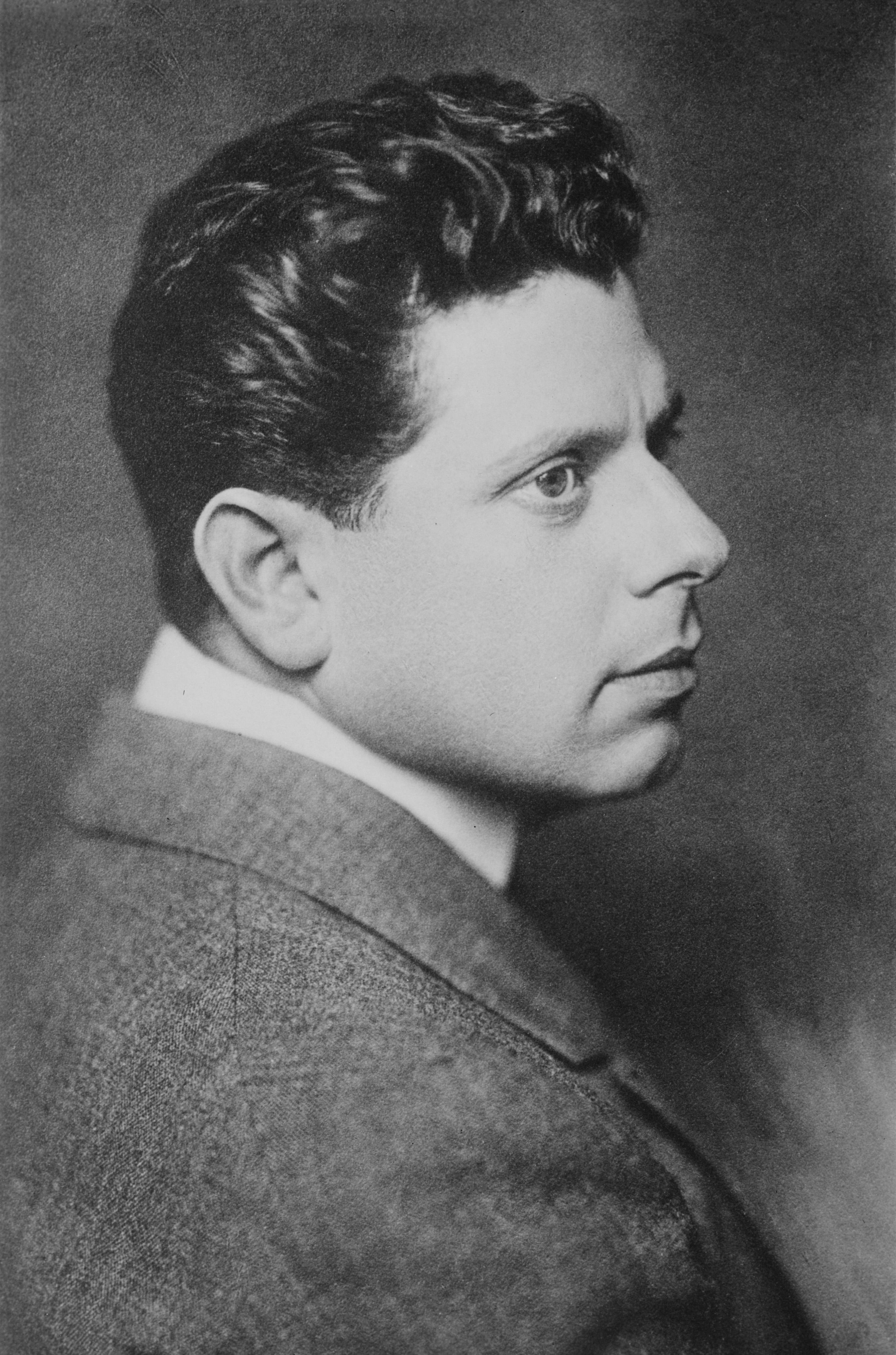
막스 라인하르트

막스 라인하르트(Max Reinhardt, 1873년 9월 9일 ~ 1943년 10월 30일)는 오스트리아 태생의 배우이며 연출가다.
첫 무대는 1893년 잘츠부르크에서였으며, 이듬해 베를린의 독일 극장으로 옮겨 오토 브람의 지도 아래 노인역(老人役)에서 뛰어난 재질을 보여 호평을 받았다. 1903년에 배우를 그만두고, 연출로 옮겼다.
연극의 문학으로부터의 개방을 목적으로 삼아, 고대 그리스를 따르는 배우와 관객의 일체화를 지향하여 객석에 무대가 튀어나오게 하거나 극장 이외의 장소에서 무대를 구하거나 했다. 건축적인 장치를 즐겨 사용했으며 군중장면의 처리에 뛰어났던 라인하르트의 연출은 그 장대성으로 관객을 압도, 연극의 제식적(祭式的) 요소를 되찾았다. 1910년에 빈에서의 <오이디푸스 왕(王)>, 이듬해의 <기적극(奇蹟劇)>의 상연은 그 좋은 예라고 하겠다. 1920년에 잘츠부르크의 연극제를 창시, 호프만스탈이 번안한 중세 도덕극 <예더먼>을 성당 앞에서 상연했다. 이러한 연출은 연극을 저속화시켰다는 비난을 모면할 수 없으나 그는 동시에 실내극장이나 소극장에서의 면밀하고 뛰어난 연출도 하였다.